# Айтейский сельский округ
Айтейский сельский округ (каз. Әйтей ауылдық округі) — административно-территориальное образование в Карасайском районе Алматинской области Казахстана.
Административный центр сельского округа находится в селе Айтей.

## История
Айтейский сельский округ был образован решением маслихата Алматинской области от 12 апреля 2013 года № 15-102 и постановлением акимата Алматинской области от 12 апреля 2013 года № 112 (зарегистрировано Департаментом юстиции Алматинской области 24 апреля 2013 года № 2348):
в новообразованный Айтейский сельский округ из административного подчинения города Каскелена было передано село Айтей, а сёла Енбекши, Уштерек, Сауыншы и Кумарал были переданы из состава Ушконырского сельского округа; центром Айтейского сельского округа было определено село Айтей.

## Населённые пункты
В составе сельского округа 5 населённых пунктов (указана численность населения на 2013 год):
- село Айтей (каз. Әйтей) 5746 жит., в состав села входит пос. Лесхоз (каз. Орманшар)[4]
- село Енбекши (каз. Еңбекші) 2809 жит.
- село Кумарал (каз. Құмарал) 749 жит.
- село Сауыншы (каз. Сауыншы) 294 жит.
- село Уштерек (каз. Үштерек) 988 жит.

На территории сельского округа располагаются дачные массивы Арай и Дархан.

## Территория
Территория сельского округа составляет 8506,99 га, в том числе земли населённых пунктов – 895,735 га.

## Объекты образования
На территории сельского округа 3 средних школы:
- «Коммунальное Государственное Учреждение «Средняя школа имени Б.Косынова  с дошкольным мини-центром» (в селе Айтей)
- «Коммунальное Государственное Учреждение «Средняя школа Енбекши с дошкольным мини-центром» (в селе Енбекши)
- «Коммунальное Государственное Учреждение «Средняя школа имени Уштерек с дошкольным мини-центром» (в селе Уштерек)

На территории сельского округа 5 детских садов:
- в селе Айтей: «Жануя садик», «Гульдаурен садик», «Нұрайым садик», «Мектеп аралық мини центр»
- в селе Уштерек: «Мансия садик»

## Объекты здравоохранения
- «Врачебная амбулатория Айтей» и фельдшерско-акушерский пункт
- «Врачебная амбулатория Енбекши»

## Водоснабжение
Централизованное водоснабжение имеется во всех пяти населённых пунктах сельского округа.

## Почтовые отделения
На территории сельского округа 3 отделения АО «КАЗПОЧТА»:
- B43E6K7 (старый индекс 040942) в селе Айтей
- (старый индекс 041948) в селе Уштерек
- (старый индекс 040913) в селе Енбекши